# Блондинка в законе
«Блондинка в законе» (англ. Legally Blonde) — американская комедия, поставленная режиссёром Робертом Лукетичем на студии Metro-Goldwyn-Mayer по одноимённому роману Аманды Браун.

## Сюжет
Эль Вудс — красивая молодая блондинка. Она встречается с Уорнером, парнем из приличной и богатой семьи. Когда Уорнер ведёт её в ресторан, она ожидает предложения руки и сердца, но вместо этого он хочет расстаться с ней. Намереваясь стать успешным сенатором, он считает, что Эль недостаточно серьёзна для такой жизни. Уорнер поступил в магистратуру на юридический факультет Гарварда и сравнивает Эль с Мэрилин Монро, тогда как ему в политической карьере нужна женщина вроде Жаклин Кеннеди.
Эль полагает, что сможет вернуть Уорнера, если покажет, что способна добиться того же, что и он. После нескольких месяцев подготовки она набирает 179 баллов из 180 на LSAT и вместе c отличными оценками в университете тоже поступает в Гарвард. Уже во время первого семестра Эль узнает о помолвке Уорнера с его предыдущей девушкой Вивиан.
В следующем семестре самый уважаемый преподаватель Гарварда профессор Каллахан нанимает нескольких стажёров-первокурсников для участия в громком деле. Среди выбранных — Эль, Уорнер и Вивиан. Также он знакомит их со своим помощником Эмметтом. Каллахан защищает Брук, известную инструкторшу по фитнесу, которая обвиняется в убийстве своего мужа. Между ними была большая разница в возрасте, и у убитого ещё остались бывшая жена и дочь. Брук не желает предоставить своё алиби, однако в частном разговоре сквозь слёзы открывает Эль, что во время убийства тайно делала липосакцию. Если бы она рассказала об этом в суде, то это поставило бы крест на её карьере фитнес-инструктора, а её гордость была бы сильно задета; для неё «лучше сесть в тюрьму, чем потерять репутацию». Эль обещает, что никому не раскроет этот секрет, и пытается найти способ оправдать Брукс как-нибудь иначе. Спустя какое-то время Каллахан пытается соблазнить Эль. Она понимает, что он выбрал её стажёром лишь потому, что она ему приглянулась. Она уходит в опустошении и рассказывает всё Эмметту, Вивиан и Брук. Брук, услышав о поведении Каллахана, просит Эль и Эмметта представлять её интересы.
Во время перекрёстного допроса дочери убитого, Чатни, Эль обнаруживает несоответствия в её истории: Чатни сказала, что она была дома во время убийства своего отца, но не слышала выстрела, потому что была в душе, а перед этим ходила на химическую завивку. Эль говорит, что Чатни, которая, по её же словам, уже много лет делает себе такую завивку, должна знать, что волосы после этого в течение суток не следует мыть, иначе весь эффект пропадёт. Подловленная на лжи Чатни на эмоциях признаётся, что случайно убила своего отца, думая, что в комнату входит Брук, её мачеха и в то же время ровесница. Чатни берут под стражу, с Брук же снимают все обвинения. Уорнер просит Эль вернуться к нему, но она отвергает его, понимая, что он слишком поверхностный. Вивиан, напротив, становится её хорошей подругой.
Два года спустя Эль произносит вдохновляющую выпускную речь, а Эмметт делает ей предложение.

## В ролях
| Актёр            | Роль                  |
| ---------------- | --------------------- |
| Риз Уизерспун    | Эль Вудс              |
| Люк Уилсон       | Эмметт Ричмонд        |
| Сельма Блэр      | Вивиан Кенсингтон     |
| Мэттью Дэвис     | Уорнер Хантингтон III |
| Виктор Гарбер    | профессор Каллахан    |
| Дженнифер Кулидж | Пoлет Бонифанте       |
| Холлэнд Тейлор   | профессор Стромвелл   |
| Эли Лартер       | Брук Тейлор Уиндом    |
| Оз Перкинс       | Дэвид Кидни           |
| Майкл Б. Сильвер | Бобби                 |
| Линда Карделлини | Чатни                 |

## Награды и номинации

### Награды
Teen Choice Awards в 2001 году:
- Фильм — Кино лета

Премия BMI Film & TV Awards в 2002 году:
- BMI Film Music Award (Рольф Кент)

Премия канала MTV в 2002 году:
- Лучшая комедийная роль (Риз Уизерспун)
- Лучшая реплика
- Лучшая одежда

### Номинации
Премия «Золотой глобус» в 2002 году:
- Лучший фильм (комедия или мюзикл)
- Лучшая женская роль (комедия или мюзикл) (Риз Уизерспун)

Премия канала MTV в 2002 году:
- Лучшая женская роль (Риз Уизерспун)
- Лучший фильм